# یادمان کشتگان شهریور ۱۳۲۰
یادمان شهدای شهریور ۱۳۲۰ نام یادمان و آرامگاه سه مرزبان ایرانی است که در نقطه صفر مرزی با جمهوری آذربایجان قرار دارد. 

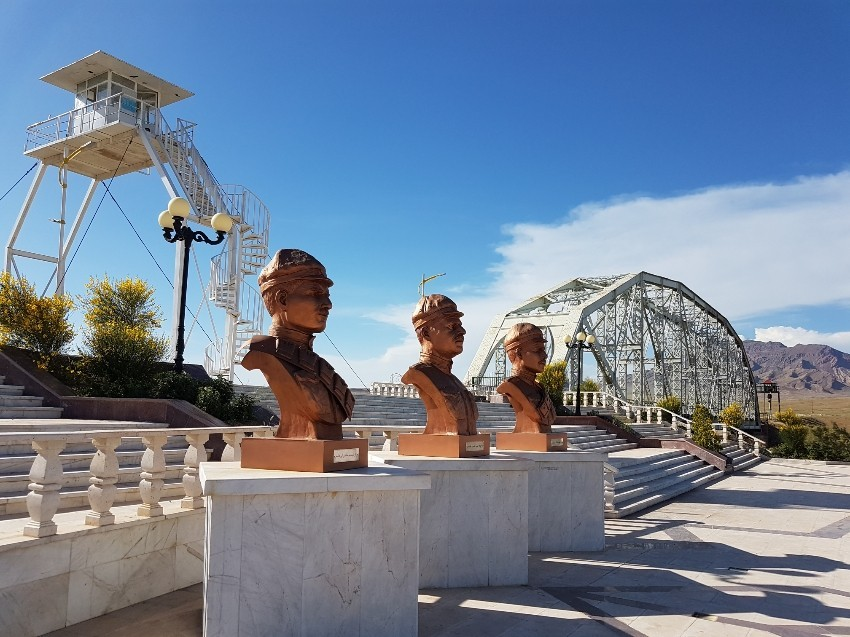
یادمان جدید شهدا

## پیشینه رخدادها
جلفا از نخستین مناطق شمالی ایران است که در ساعت چهار صبح روز سوم شهریور ماه ۱۳۲۰ توسط نیروهای متفقین (ارتش شوروی) مورد تجاوز قرار گرفت.
ارتش چهل و هفتم روس به سرلشکری «نوویکف» که بر اساس طرح متفقین از مدت‌ها پیش در آذربایجان شوروی پیشین (نخجوان) و شهر جلفای آن سوی مرز مستقر شده بود، به قصد ورود به ایران وارد رودخانه ارس شده و عازم عبور از پل آهنی رودخانه شدند. نیروهای روسیه شوروی پس از گذر از ارس با ایستادگی مرزبانان ایرانی مواجه شدند.
سه مرزبان به نام‌های «ژاندارم سرجوخه مصیب ملک محمدی»، «سید محمد راثی هاشمی» و «عبدالله شهریاری» به دلیل اشراف بر پل با عملیات تعقیب و گریز توانستند ارتش روس را برای ۴۸ ساعت متوقف کنند. نیروهای متفقین در نهایت با کشته شدن این سه مرزبان و استفاده از توپخانه سنگین موفق به عبور از ارس و ورود به خاک ایران شدند. مرزبان دیگری به نام «استوار میرزا علی» نیز در جلفا پس از سه ساعت مقاومت در برابر متفقین در نهایت کشته می‌شود.

## بازسازی مزار مرزبانان
یادمان و قبر این مرزبانان توسط سازمان میراث فرهنگی، صنایع دستی و گردشگری ایران و استانداری آذربایجان شرقی در اسفند ۱۳۸۹ در نقطه صفر مرزی با جمهوری آذربایجان پس از بازسازی، رونمایی شده‌است.

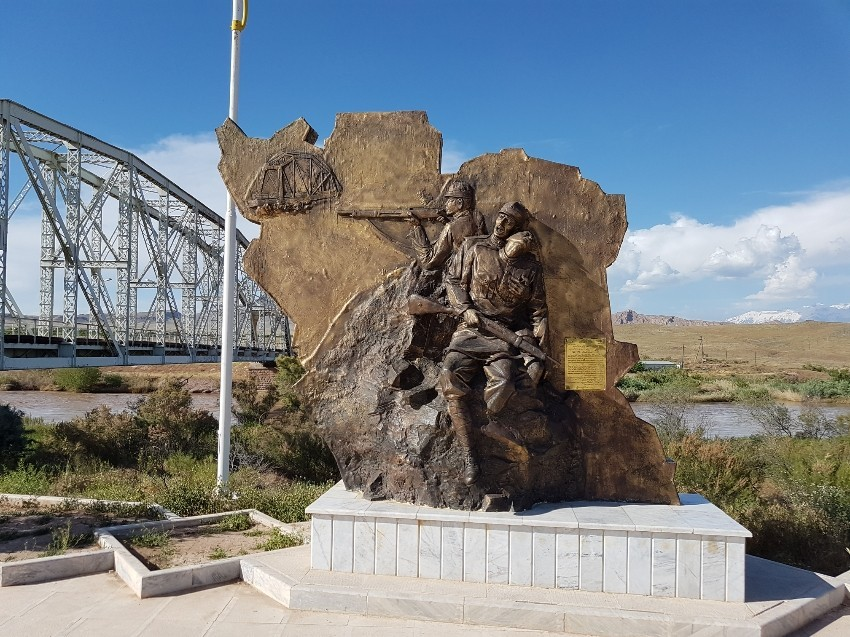